# Woodside (Croydon)
Woodside – dzielnica Londynu, w Wielkim Londynie, leżąca w gminie Croydon. Leży 13,7 km od centrum Londynu. W 2011 roku dzielnica liczyła 16 743 mieszkańców.